# Marcia Griffiths
Marcia Llyneth Griffiths (Kingston,  23 november 1949) ook bekend als de Queen of Reggae, is een Jamaicaanse zangeres. Van 1974 tot 1981 was ze samen met Rita Marley en Judy Mowatt actief in de I Threes.

## Discografie
- Sweet Bitter Love (1974)
- Naturally (1978)
- Steppin (1979)
- Rock My Soul (1984)
- Marcia (1988)
- Carousel (1990)
- Indomitable (1995)
- Land of Love (1997)
- Collectors Series (1998)
- Truly (1998)
- Certified (1999)
- Reggae Max (2003)
- Shining Time (2005)
- Melody Life (2007)
- Marcia Griffiths & Friends (2012)

- Bibsys: 6075069
- Bibliothèque nationale de France: cb139659393 (data)
- Gemeinsame Normdatei: 1050017889
- International Standard Name Identifier: 0000 0001 1080 190X
- MusicBrainz: f7fb3771-3dc1-4b7b-b144-7f0a43fa1422
- Nationale Bibliotheek van Tsjechië: xx0131418
- Virtual International Authority File: 103656848
- WorldCat: E39PBJkHtbyhKmvRHCHrTYwgrq